# Konradów (Sośnie)
Konradów (deutsch Konradau) ist eine Ortschaft mit einem Schulzenamt der Landgemeinde Sośnie im Powiat Ostrowski der Woiwodschaft Großpolen in Polen.

## Geschichte

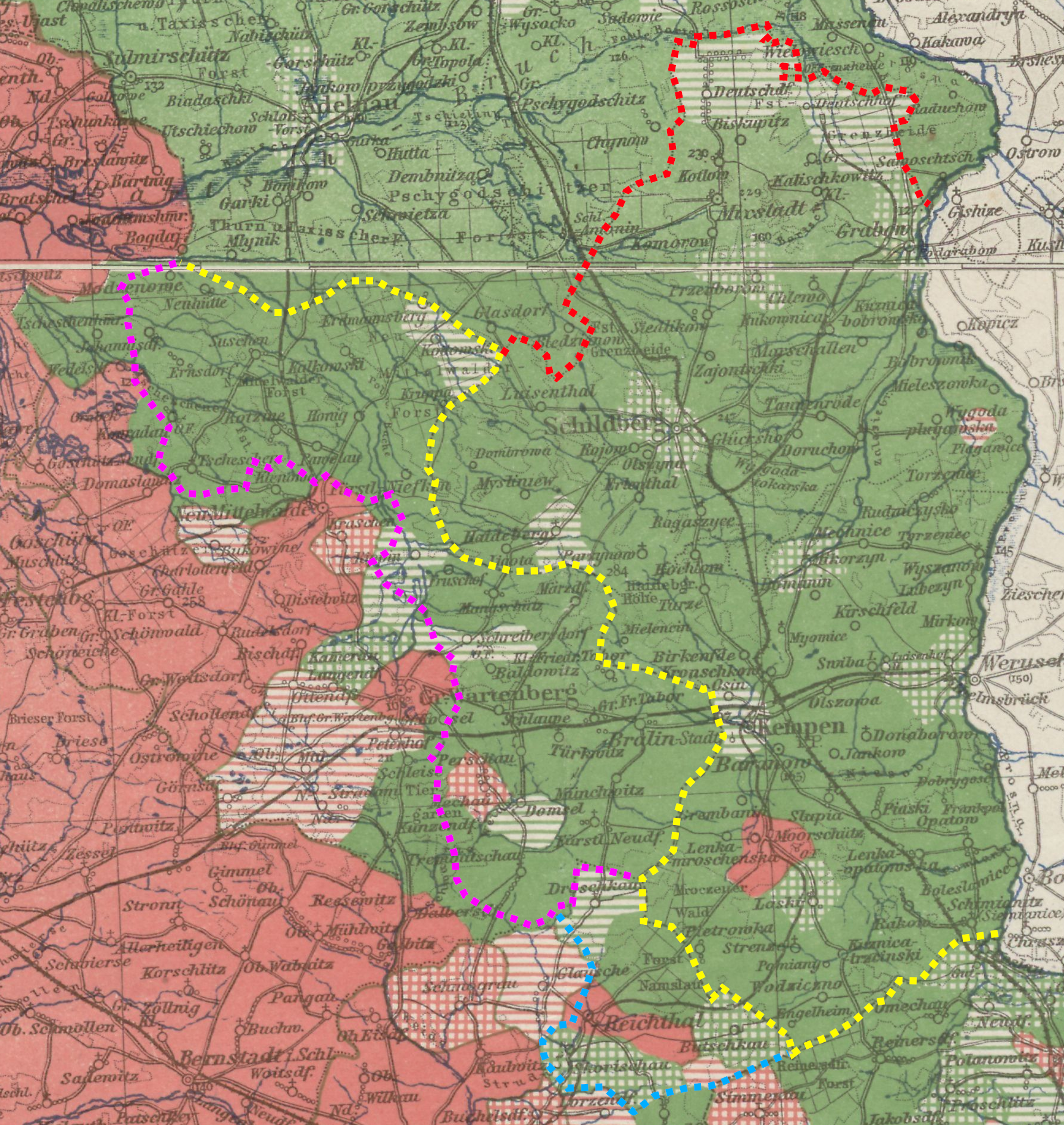
Sprachkarte aus dem Jahr 1910: Gelbe gestrichelte Linie: schlesisch-großpolnische Grenze, rosarote gestrichelte Linie: neue Grenze aus dem Jahr 1920

Der Ort wurde im zweiten Viertel des 15. Jahrhunderts erstmals urkundlich erwähnt. Der besitzanzeigende Name (Suffix -ów) ist vom Personennamen Konrad abgeleitet.
Konradau gehörte von 1818 bis 1920 dem schlesischen Landkreis Groß Wartenberg an. Mit dem überwiegend polnischsprachigen Ostteil des Landkreises wurde Konradów zum 10. Januar 1920 infolge des Versailler Vertrags vom Deutschen Reich an das wiedergegründete Polen abgetreten. Seitdem ist Konradów mit der Woiwodschaft Posen bzw. Großpolen verbunden, zunächst im Powiat Odolanowski, ab 1932 im Powiat Ostrowski.
Im Jahr 1921 gab es in der Gemeinde Konradów im Powiat Odolanów 64 Häuser mit 365 Einwohnern, davon 267 hielten sich für polnischer und 98 für deutscher Nationalität, alle waren römisch-katholisch. Im Gutsgebiet lebten 27 Deutsche in 6 Häusern, 16 waren römisch-katholisch, 11 evangelisch.
Beim Überfall auf Polen 1939 wurde das Gebiet von den Deutschen besetzt und dem Landkreis Ostrowo im Reichsgau Wartheland zugeordnet.
Von 1975 bis 1998 gehörte Konradów zur Woiwodschaft Kalisz.